# Mirna Villacorta Cárdenas
Mirna Villacorta Cárdenas es una enfermera y política peruana. Fue alcaldesa del distrito de San Juan Bautista entre 2007 y 2010.
Nació en Contamana, Perú, el 16 de enero de 1953, hija de Manuel Francisco Villacorta Flores y Encarnación Cárdenas. Cursó sus estudios primarios en el distrito de Sarayacu, provincia de Ucayali, y los secundarios entre las ciudades de Requena e Iquitos. Entre 1970 y 1972 cursó estudios técnicos de enfermería en la Escuela Nacional de Enfermería del Hospital del Niño en la ciudad de Lima. Entre 1982 y 1983 cursó estudios superiores de enfermería en la Universidad Nacional de la Amazonía Peruana y entre 1987 y 1988 cursó la maestría en salud pública.
Su primera participación política fue en las elecciones municipales del 2002 cuando fue candidata independiente a la alcaldía del distrito de San Juan Bautista que forma parte del área metropolitana de la ciudad de Iquitos. Fue elegida para ese cargo recién en las elecciones municipales del 2006 con el 28.663% de los votos. En las elecciones municipales del 2010 tentó la alcaldía de la provincia de Maynas sin éxito y, en las elecciones regionales del 2014 sería candidata a la vicepresidencia del Gobierno Regional de Loreto por el Movimiento Independiente Loreto junto al candidato Elisbán Ochoa Sosa quedando esta fórmula en el tercer lugar.